# Luís Vaez de Torres
Luís Vaez de Torres (galicisk), Luís Vaz de Torres (portugisisk) og Luis Váez de Torres efter spansk stavemåde, (født ca. 1565; død 1607) var en opdagelsesrejsende i spansk tjeneste. Han er kendt for den første dokumenterede gennemsejling af strædet mellem Australien og Ny Guinea, som i dag er opkaldt efter ham (Torresstrædet).

## Oprindelse
Der er ingen oplysninger om Torres' oprindelse. Fødselsår og sted er ukendte, men hvis man antager, at han har været omkring de 40 år i 1606, er et fødselsår omkring 1565 sandsynligt.
Siden det 19. århundrede, er Torres af nogle portugisiske og britiske historikere blevet beskrevet som portugiser uden anden begrundelse end hans navn, som lige så vel kunne være galicisk. Alle hans breve (alle er addresseret til den spanske krone) var på spansk og der findes ingen fortegnelser, som benævner ham som portugiser, til trods for at de samme fortegnelser er meget omhyggelige med at notere, hvis andre skibsofficerer var af portugisisk oprindelse. Torres er beskrevet som "bretonsk" under rejsen, hvilket peger på en oprindelse i det nordvestlige Spanien (Galicien).
Torres gik på et tidspunkt i den spanske krones tjeneste og kom på den måde til de spanske besiddelser i Sydamerika. Sent i 1605 står han som værende kaptajn for det andet skib i en ekspedition til Stillehavet, som var under ledelse af den portugisisk fødte Pedro Fernandes de Queirós. Ekspeditionen skulle lede efter Terra Australis.

## Queirós' rejse
Pedro Fernandes de Queirós var en portugisisk født styrmand, som blev udpeget til at lede en ekspedition på 3 spanske skibe, San Pedro y San Pablo (150 tons), San Pedro (120 tons) og et mindre skib (patache) Los Tres Reyes. Den 21. december 1605 sejlede de 3 skibe ud fra Callao i det spanske Peru med Torres som kaptajn for "San Pedro." I maj 1606 nåede de øerne, som Queirós navngav La Austrialia (sic) del Espiritu Santo (nu Vanuatu). Austrialia var et kompliment til det østrigske kongehus, som den spanske konge også tilhørte.
Efter seks uger sejlede Queirós’ skibe ud igen for at udforske kystlinjen. Om natten den 11. juni 1606 blev Queirós i San Pedro y San Pablo i dårligt vejr separeret fra de andre skibe og var ude af stand til (det sagde han senere) at returnere til en sikker ankerplads ved Espiritu Santo. Han sejlede derimod til Acapulco i Mexico, hvor han ankom i november 1606. Prado, som er meget kritisk over for Queirós, angiver mytteri og dårligt lederskab som årsagen til Queirós’ forsvinden. Torres forblev tavs om sagen ud over at skrive, at hans situation var anderledes end kaptajn Queirós.” 

## Torres tager kommandoen
Torres blev ved Espiritu Santo 15 dage, før han åbnede sine forseglede ordrer fra vicekongen af Peru. Disse indeholdt instruktioner om hvilken kurs han skulle følge, hvis skibene kom væk fra hinanden, og hvem der skulle have kommandoen efter Queirós. Ordrerne menes at have nævnt Prado som hans efterfølger, da han var capitan-entretenido (reservekaptajn) på rejsen. Der er dog overvældende tegn på, at Torres beholdt kommandoen, inklusiv Prados egne beretninger.

## Sydkysten af Ny Guinea og Torresstrædet
Den 26. juni 1606 sejlede San Pedro og Los Tres Reyes under Torres kommando mod Manila. Vinden forhindrede skibene i at sejle den direkte rute langs nordkysten af Ny Guinea. Prados beretter, at de så land den 14. juli 1606, hvilket formentligt var øen Tagula i Louisiade Archipelaget, sydøst for Ny Guinea. Rejsen fortsatte de næste to uger langs den sydøstlige kyst og de lagde til land flere gange for at få nye forsyninger af mad og vand. Ekspeditionen opdagede Milne Bay inklusiv Basilaki Island, som de benævnte Tierra de San Buenaventura og tog i besiddelse for Spanien i juli 1606. Det bragte spanierne i tæt og nogen gange voldelig kontakt med de indfødte. Prado og Torres nævner begge tilfangetagelsen af 20 indfødte, herimellem en gravid kvinde, som fødte flere uger senere. Fra disse øer sejlede Torres langs Ny Guineas sydlige kyst indtil de nåede Orangerie Bay, som han kaldte Bahía de San Lorenzo, fordi han gik i land den 10. august, festdagen for San Lorenzo. Ekspeditionen sejlede derefter til Papuabugten, mens den udforskede og kortlagde kystlinjen. Prado lavede flere tegninger af opankringer i Papuabugten, hvoraf flere stadig findes.
I mange år antog man, at Torres fulgte en rute tæt på Ny Guinea, da han gennemsejlede de 150 kilometer gennem strædet,der bærer hans navn, men i 1980 viste kaptajn Brett Hilder fra Queensland, at det var langt mere sandsynligt, at Torres den 2.-3. oktober valgte en sydlig rute gennem det, der nu kaldes Endeavour Strait. Herfra har han helt sikkert kunnet se Kap York, Australiens nordligste punkt. I følge den australske historiker fra det 19. århundrede, George Collingridge, havde Torres opdaget Australien uden at vide det. Uanset om han gjorde det eller ej, påstod Torres aldrig at han havde set det sydlige kontinent. "Her er der store øer og endnu flere mod syd" skrev han.
Torres fulgte kystlinjen af Ny Guinea og tog øen i besiddelse den 18. oktober 1606 i den spanske konges navn. Den 27. Oktober nåede han Ny Guineas vestligste punkt og sejlede derefter mod nord til Seram og Misool på vej til Halmaherahavet. I begyndelsen af januar 1607 nåede han Ternate, som er en del af Molukkerne. Derfra sejlede han 1. maj mod Manila, som han nåede den 22. maj. Ekspeditionen viste at Ny Guinea ikke var en del af det sydlige kontinent, man ledte efter.

## Resultater af rejsen
Torres havde til hensigt personligt at præsentere de tilfangetagne, deres våben og en detaljeret beretning for kongen, når han nåede tilbage til Spanien. Hans korte skrevne beretning om rejsen antyder dette. Der synes dog ikke at have været nogen interesse i Manila for at udstyre ham til hans rejse hjem til Spanien, og han fik at vide at hans skibe og mænd var påkrævne i kongens tjeneste.
Den 1. juni 1607 ankom to skibe til Manila fra Sydamerika, det ene Queirós tidligere flagskib San Pedro y San Pablo, nu under et andet navn, med nogen fra den gamle besætning om bord. Da han fik at vide at Queirós havde overlevet, skrev Torres straks en rapport om hans rejse til Queirós. Selvom denne rapport ikke længere findes, refererede Queirós selv til den i nogle af hans mange breve til kongen, hvor han prøvede at få bevilling til en ny rejse.
Torres, hans besætning og hans tilfangetagne forsvinder herefter fuldstændigt fra de historiske optegnelser, og deres efterfølgende skæbne er ukendt. Prado returnerede muligvis til Spanien med en af de tilfangetagne. De fleste af Torres' opdagelser blev ikke offentliggjort, men gemt i de spanske arkiver, inklusiv Prados omfattende beretning og tegninger.
På et tidspunkt mellem 1762 og 1765 så det Britiske Admiralitets hydrograf Alexander Dalrymple skrevne beretninger om Torres' rejse. Dalrymple lavede en kortskitse over Queirós - Torres rejse til Joseph Banks, som utvivlsomt gav informationen videre til James Cook.

## Beretninger om rejsen
Der er en del eksisterende dokumenter som beskriver Queirós – Torres rejse. De vigitigste er
- Queirós’ mange breve til kong Filip 3. angående rejsen og yderligere udforskning,[23]
- Torres' korte beretning til kongen (skrevet juli 1607),[11]
- Prados fortælling Relacion Sumaria (først skrevet i 1608) og 4 kort over Ny Guinea
- Juan Luis Arias de Loyolas skrivelse til kong Filip 4. (skrevet omkring 1630 og baseret på diskussioner mellem Queirós og Loyola) [24]

1617 er muligvis årstallet for den første engelske oversættelse af Queirós’ erindringer, Terra Australis Incognita eller A New Southerne Discoverie. En kort beskrivelse af Queirós’ rejse var udgivet på engelsk af Samuel Purchas i 1625 i Haklvytvs posthumus eller Pvrchas his Pilgrimes, vol. iv, p. 1422-1432. Den beskrivelse er tilsyneladende baseret på et brev fra Queirós til kongen i 1610, det ottende i rækken.